# Gaylussacia tomentosa
Gaylussacia tomentosa är en ljungväxtart som först beskrevs av Samuel Frederick Gray, och fick sitt nu gällande namn av John Kunkel Small. Gaylussacia tomentosa ingår i släktet Gaylussacia och familjen ljungväxter. Inga underarter finns listade i Catalogue of Life.